# Paul Heinrich Ludwig Duncker

Unterschrift von L. Duncker

Paul Heinrich Ludwig Duncker (* 1754 in Uchte; † 6. Juni 1830 in Rinteln) war ein deutscher Mediziner und Universitätsprofessor der Universität Alma Mater Ernestina in Rinteln.

## Leben
Der Sohn des Pastors Joh. Wilhelm Duncker und dessen Frau Luise Steuber und damit Enkel des Professors Johann Engelhard Steuber aus Rinteln  studierte ab 1771 an der Universität Rinteln, ehe er sein Studium ab 24. Oktober 1777 an der Universität Göttingen fortsetzte.
1780 wurde er bei Theodor Gerhard Timmermann, wiederum an der Universität Rinteln, promoviert. Seine Dissertation trägt den Titel "de pleuritide phlegmonode" (diffus ausbreitende Rippenfellerkrankung). Dadurch erwarb er dort den akademischen Grad eines Doctor medicina, praktizierte danach in Rodenberg, ging 1784 als Stadt- und Landphysikus (auch Bergarzt) nach Frankenberg und kam als Landphysikus wieder nach Rodenberg. In dieser Rolle war Duncker auch im Landeshospital Haina tätig; es sind Atteste von Duncker für den Zeitraum 1790 bis 1797 überliefert. Er wurde zeitgleich 2. Brunnen-Medicus zu Nenndorf und 1802 als 2. Professor der Medizin in Rinteln (bis zur Schließung der Universität 1810) unter Beibehaltung des Rodenberger Land-Physikats. Ab dem 17. Juni 1814 war er auch als Garnisonsarzt in Rinteln tätig.
Aus seiner Ehe mit Helene Ruppersberg ist der Sohn Ludwig Friedrich Wilhelm Duncker (* 6. Januar 1804; † 2. August 1847) ein deutscher Jurist und später ebenso Professor hervorgegangen.